# 中央学園高等専修学校
中央学園高等専修学校（ちゅうおうがくえんこうとうせんしゅうがっこう）は、大阪市東住吉区にある高等専修学校。学校法人後藤学園が運営。仏の教えである「愛と誠」を信念として掲げている。

## 沿革
- 1923年 大阪自由学園として設立。
- 1951年 中央高等専門学校と改称。
- 1976年 専修学校認可と共に学校名変更(中央学園専門学校)。
- 1997年 共学化。
- 2012年 学校名変更・現校名となる。

## 学科
- 高等課程
  - 普通科
    - 普通科目だけでなく、簿記や情報処理等を実践的に学び、簿記検定などの検定合格を目指す。

  - ファッションクリエイター科
    - デザインから縫製などを、実践的に学び、ファッション販売能力検定などの検定合格を目指す。

  - 保育科
    - 中央学園高等専修学校附属の中央幼稚園への保育実習などを通じ、保育を実践的に学び、保育技術検定などの検定合格を目指す。なお、保育士資格を得るにはさらに専門学校や高等学校保育専攻科に進学することが必要。

## 所在地
- 〒546-0004 大阪市東住吉区北田辺1-11-1
最寄り駅は、美章園駅・昭和町駅・北田辺駅
桃色の外観に、深緑色の窓が特徴的である。